# 卜部東介
卜部 東介（うらべ とうすけ、1953年 - 2011年5月2日）は、日本の数学者。茨城大学理学部教授。専門は代数幾何学。

## 経歴
- 1972年 - 東京教育大学附属駒場高等学校卒業
- 1978年 - 京都大学理学部卒業
- 1980年 - 京都大学数理解析研究所修士課程修了
- 1999年 - 茨城大学理学部教授
- 2011年5月2日、山岳事故のため死去。57歳没[1]。

## 著作

### 単著
- 1次元代数的特異点とディンキン図形（遊星社、2007年）